# 7-fjellsturen
7-fjellsturen (túra po sedmi horách) je pochod organizovaný každoročně v Bergenu místní turistickou organizací Bergen Turlag. Pochod se poprvé konal v roce 1948. Kratší varianta pochodu, 4-fjellsturen, se koná ve stejnou dobu. Trasa pochodu vede po vrcholech sedmi bergenských hor (De syv fjell). 
- Lyderhorn (396 m n. m., 4 km)
- Damsgårdsfjellet (317 m n. m., 8 km)
- Løvstakken (477 m n. m., 11 km)
- Ulriken (643 m n. m., 17 km)
- Fløyfjellet (400 m n. m., 22 km)
- Rundemanen (568 m n. m., 25 km)
- Sandviksfløyen (417 m n. m., 26 km)

Po úspěšném dokončení určeného počtu pochodů je možno získat buď plaketu, nebo sošku. U mladších 12 let a starších 65 let se do počtu úspěšných pochodů započítává rovněž kratší 4-fjellsturen.
- 1. pochod = bronzová plaketa
- 7. pochod = stříbrná plaketa
- 14. pochod = zlatá plaketa
- 21. pochod = bronzová soška
- 28. pochod = stříbrná soška
- 35. pochod = zlatá soška
- 42. pochod = diplom

Diplom za absolvování 42 pochodů získalo (k roku 2008) pět lidí.

## Galerie

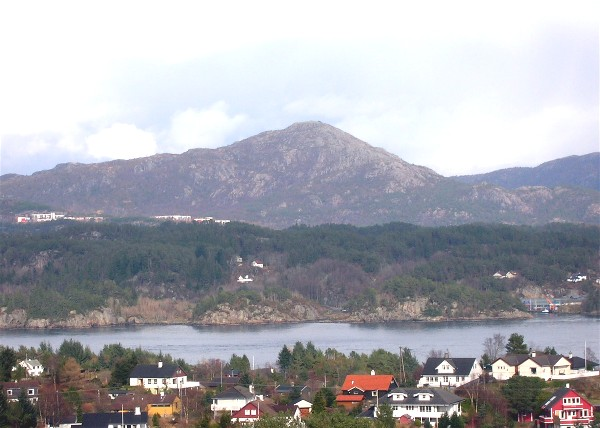
Lyderhorn
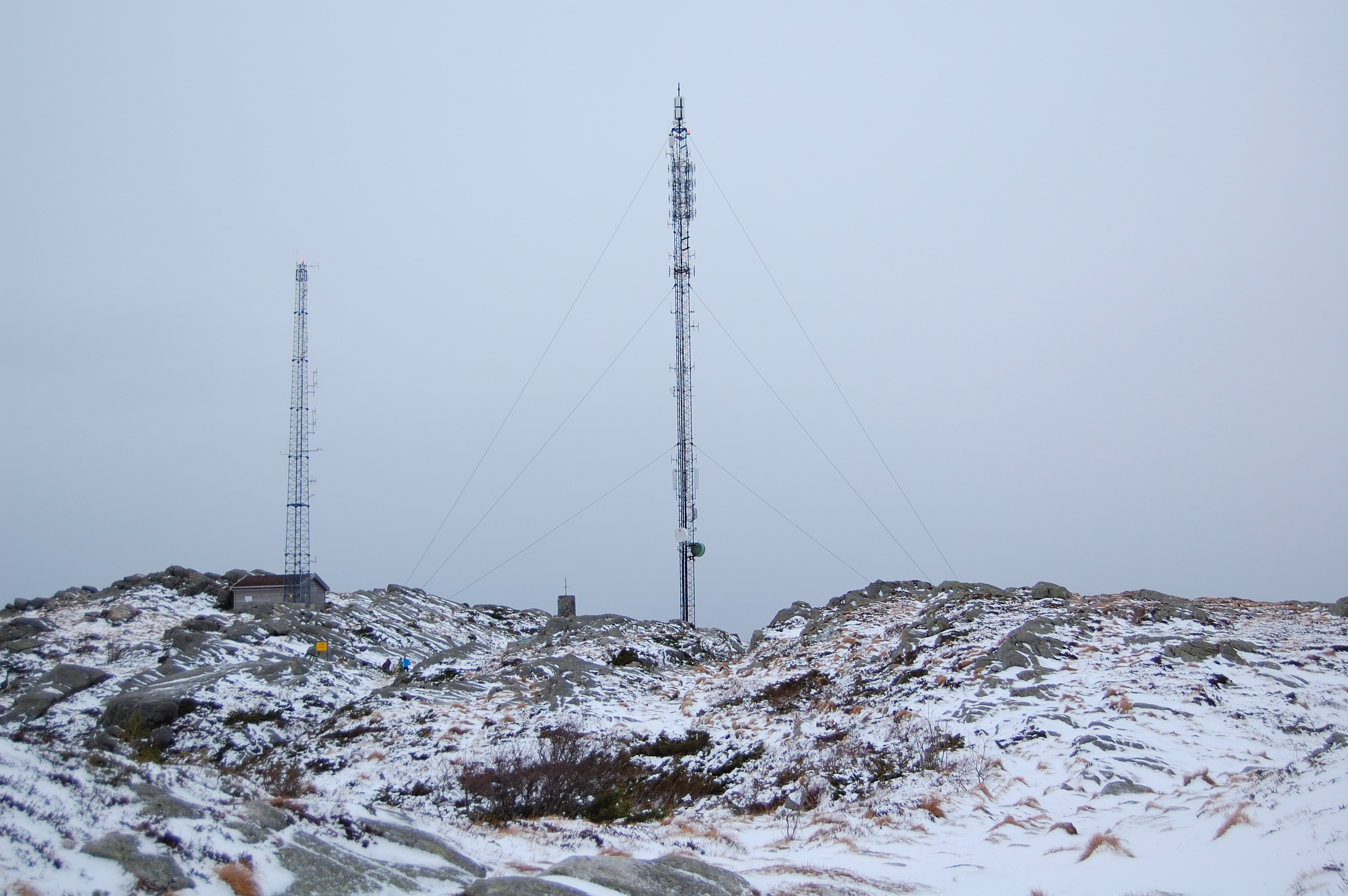
Løvstakken
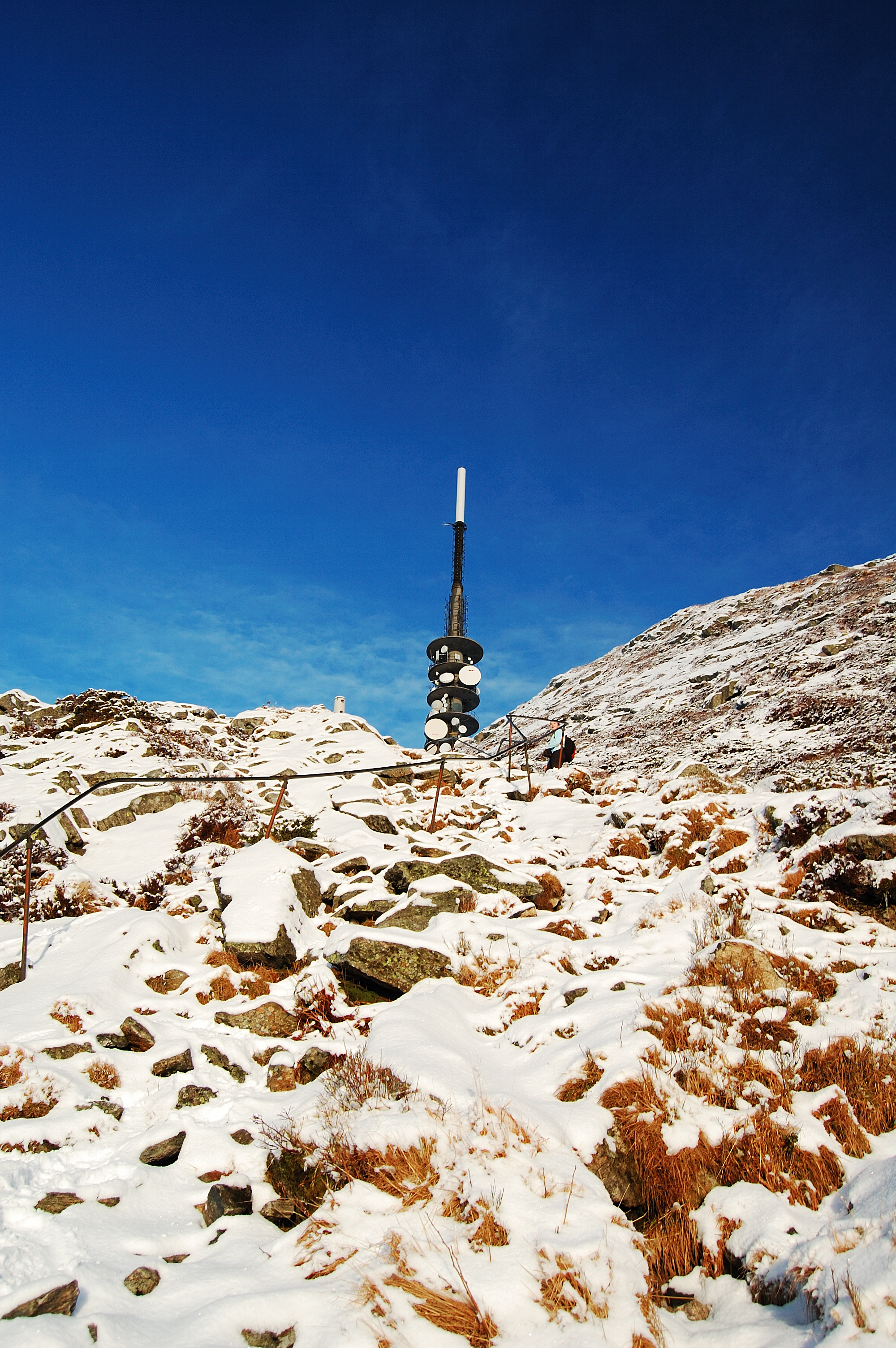
Ulriken
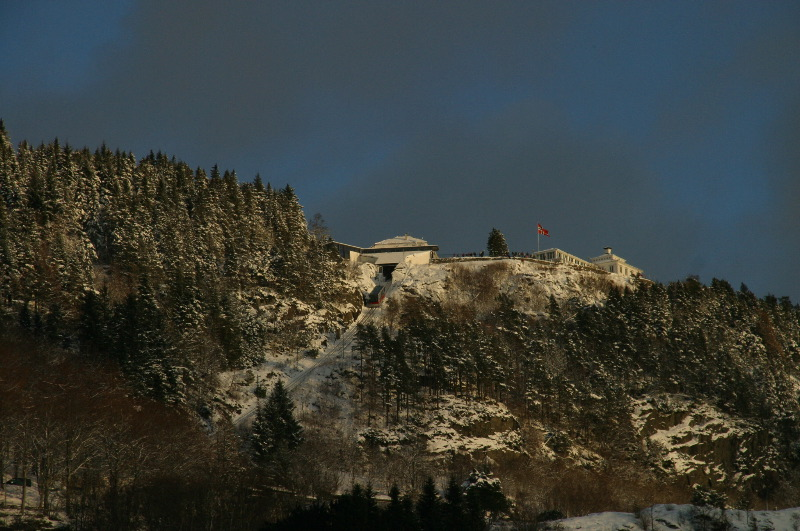
Fløyen
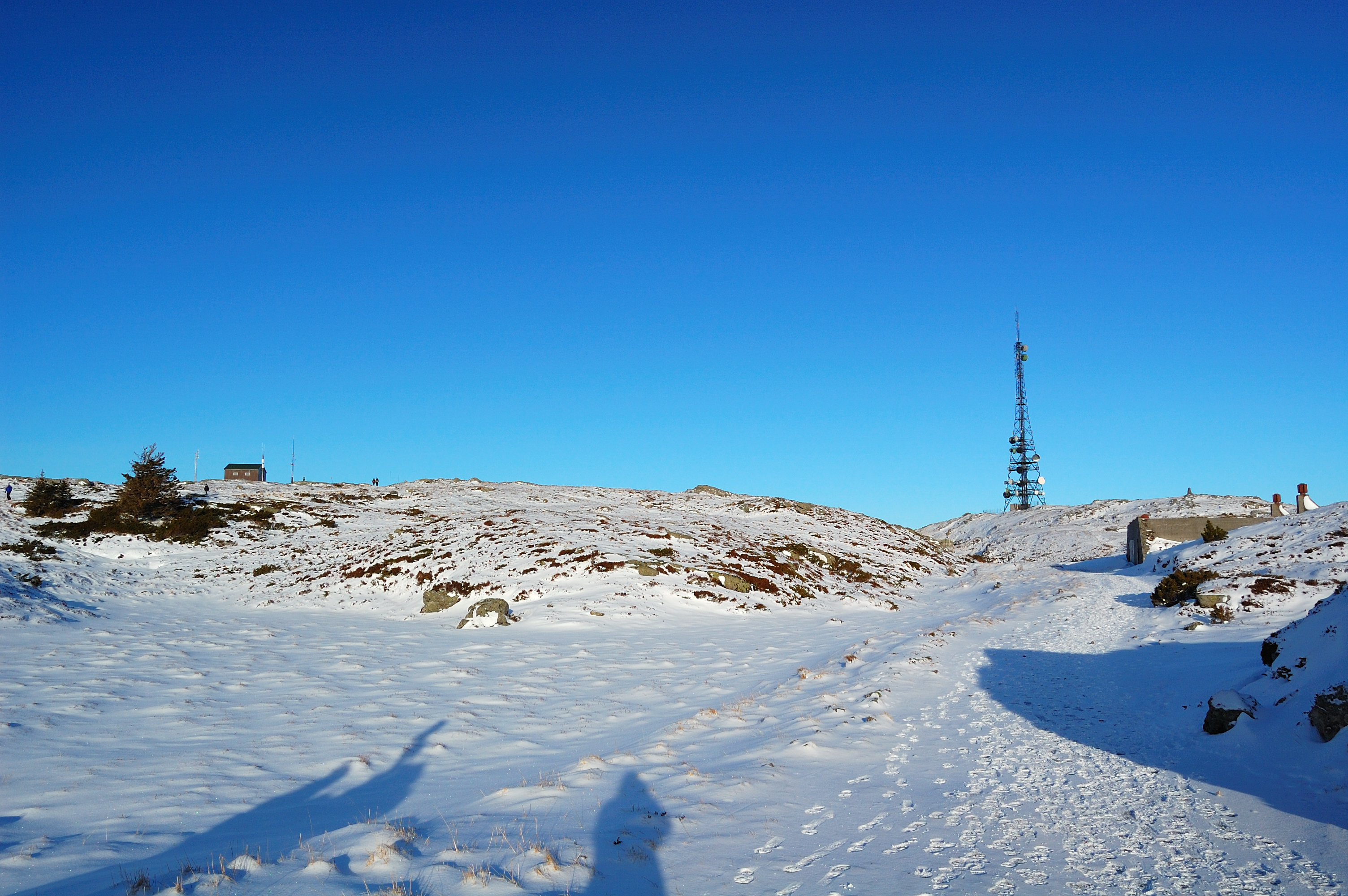
Rundemanen